# Халлутуш-Іншушинак III
Халлутуш-Іншушинак III (кін. VII ст. до н. е.) — цар Еламу в останній чверті VII ст. до н. е.

## Життєпис
Походив з династії Хумбан-тахрідів. Син царя Хумбан-тахраха II. який володів якоюсь частиною Елама. Лише Халлутуш-Іншушинак III десь у 620-х роках до н. е. зумів здолати Хумбан-Кітіна.
Невдовзі скористався занепадом Ассирії, проти якої успішно стали діяти вавилонський цар Набопаласар і мідійці на чолі із Хувахштрою. Це дозволило Халлутуш-Іншушинаку III відвоювати увесь західний Елам з містом Сузи. На честь цього прийняв титул «цар Аншана і Суз» та почесне звання «розширювач держави». Він відомий з цеглин, на яких він відзначає відновлення храму Іншушинаку в Сузах.
Прозбавлення ассирійської загрози, встановлення миру з персами сприяли відновленню господарства Еламу. Тому почалися відновлювальні роботи в усіх підвладних містах. Ймовірно після 612 року до н. е. визнав зверхність Мідійського царства. Втім 609 року до н. е. вавилонське військо, відправлене царем Набопаласаром, завдало поразки Халлутуш-Іншушинаку III, захопивши західний Елам з містом Сузи. Цим скористався Уммануну, цар держави Аяпір, який повалив Халлутуш-Іншушинака III.